# Mahida
Mahida ist ein Verwaltungsbezirk (Ward) des Distrikts Rombo in der tansanischen Region Kilimandscharo.

## Geografie
Mahida liegt im Nordosten von Tansania rund 30 Kilometer Luftlinie östlich der Regionshauptstadt Moshi. Der Bezirk grenzt im Norden an Mamsera, im Osten an Chala, im Süden an Holili und im Westen an Mwika Kusini und Mwika Kaskazini des Distrikts Moshi.
Bei der Volkszählung 2022 lebten 8488 Menschen in 2331 Haushalten auf einer Fläche von 22 Quadratkilometern.

## Gliederung
Der Bezirk besteht aus zwei Gemeinden (Mtaa) mit acht Orten (Kitongoji):
| Mahango - Mahango - Mawanda Mterini - Udangeni - Mraurau - Mkei | Nguduni - Uwa - Maketi - Kaseni |

## Wirtschaft und Infrastruktur
- Gesundheit: Im Bezirk liegt die Mahida Dispensary, eine öffentliche Apotheke, die auch Tests und Behandlung von Malaria und HIV anbietet.[7]
- Bildung: Die Mahida Secondary School[8] und die Mawanda Secondary School[9] sind öffentliche weiterführende Schulen mit einer Ausbildung bis zur 4. Stufe.[10]